# Jacques Barrau
Pour les articles homonymes, voir Barrau.
 (novembre 2013).
Si vous disposez d'ouvrages ou d'articles de référence ou si vous connaissez des sites web de qualité traitant du thème abordé ici, merci de compléter l'article en donnant les références utiles à sa vérifiabilité et en les liant à la section « Notes et références ».
Jacques Barrau, né le 3 avril 1925 à Marseille et mort le 29 juin 1997 à Paris 14e, est un botaniste et anthropologue français.

## Biographie
Jacques Barrau commence ses études supérieures en 1942 à la Faculté des Sciences de l’université de Toulouse.
Durant la Seconde Guerre mondiale, il est engagé volontaire dans l'armée de mars 1942 à juin 1944. Il est arrêté le 2 juin 1944 à Toulouse par la police allemande et est déporté au camp de Dachau par le train de la mort, puis à Neckarelz, annexe du camp de concentration de Natzweiler. Il est libéré le 4 avril 1945 à Osterburken .
En 1946, il obtient son diplôme d'ingénieur agronome de l'Institut agricole de l'université de Toulouse (actuelle École nationale supérieure agronomique). L'année suivante, il poursuit ses études à la Faculté des Sciences de l'université de Toulouse et à l’université d'Aix-Marseille et devient licencié ès-sciences
De 1947 à 1952, il est chef de service de l'Agriculture de la Nouvelle-Calédonie, puis chargé de recherche et directeur de la section « Développement économique » à la Commission internationale du Pacifique Sud jusqu'en 1964. Parallèlement, il obtient son doctorat de sciences naturelles en 1957 avec deux thèses, Les Plantes alimentaires de l’Océanie : origines, distribution et usages et Essai d’agronomie des atolls océaniens.
Entre 1964 et 1965 (et à nouveau en 1969), il est professeur invité d’ethnobiologie de l’université Yale, au département d’Anthropologie et au Département de Biologie. En 1965, il est nommé sous-directeur au laboratoire d’Ethnobotanique et d’Ethnozoologie du Muséum national d'histoire naturelle de Paris.
De 1966 jusqu'en 1971, il est détaché comme conseiller technique au cabinet du haut commissaire de la République française dans le Pacifique. À son retour, il retrouve ses fonctions de sous-directeur de laboratoire au Muséum national d'histoire naturelle de Paris, dont il devient professeur titulaire en 1981, poste qu'il conservera jusqu'à son décès en 1997.
Jacques Barrau a également enseigné l’ethnobiologie et l’écologie des sociétés humaines à l'École des hautes études en sciences sociales, à l'université Paris I (Panthéon-Sorbonne), à l'université Paris Descartes, à l'université Paris VII (Denis-Diderot) ainsi qu'à l'université Paris X (Nanterre). Il a été coresponsable de l’enseignement de botanique tropicale de l’université Paris VI (Pierre et Marie Curie) en association avec l’université Paris VII (Denis Diderot), l’université des Sciences et Techniques du Languedoc de Montpellier, l’École nationale du génie rural et des Eaux et Forêts et le Muséum national d'histoire naturelle.
Il a aussi appartenu au Comité National du CNRS (section «Anthropologie, ethnologie, préhistoire») où il a été responsable d'une unité de recherche pendant 12 ans. Il a également été membre du Conseil Supérieur des Universités, ainsi que du Conseil National des Universités (dont il a été vice-président de section) et, jusqu'en 1996, il fut président du conseil scientifique de l'Agropolis Museum de Montpellier.

## Distinctions et décorations

### Distinctions
- 1955 : Grande Médaille de Bronze de la Société nationale d’acclimatation de France pour ses recherches sur les plantes alimentaires de la Mélanésie.
- 1963 : Prix Henri Martel de l’Académie nationale de médecine, conjointement avec le professeur Émile Massal, pour leurs recherches sur les aspects nutritionnels de la consommation des aliments végétaux coutumiers des Océaniens.
- 1981 : Médaille d’Argent du CNRS pour l’ensemble de ses travaux et pour ses activités de promotion de recherches interdisciplinaires sur les relations entre les sociétés humaines et leurs environnements.
- 1983 : Prix littéraire international décerné par la Fédération internationale de la presse gastronomique, pour son ouvrage Les Hommes et leurs aliments.
- 1994 : Prix international Cosmos pour ses travaux sur les relations entre les sociétés humaines et la nature, prix qui lui a été remis le 25 octobre 1994 à l’Université des Nations unies à Tokyo en présence du Prince Héritier du Japon et du gouvernement japonais.
- 1995 : Trophée de l’Ingénieur agronome de l’année 1995, remis à l’École nationale supérieure agronomique de l’Institut national polytechnique de Toulouse.

### Décorations
- Officier de la Légion d'honneur (1984)
- Chevalier de l'ordre des Palmes académiques (1981)
- Chevalier de l'ordre national du Mérite (1966) à titre militaire
- Officier de l'ordre du Mérite agricole (1961)
- Chevalier dans l’ordre de l’Étoile noire (1959)
- Croix de guerre 1939-1945, palme de bronze (1945) avec palme
- Médaille de la Résistance française (1945)

## Congrès, colloques, symposia et expositions
- 1961 : organisation de deux symposia dans le cadre du Xe Congrès Scientifique du Pacifique, Honolulu, Hawaï.
- 1973 : organisation, avec Maurice Godelier, des colloques «Écologie et Sociétés en Mélanésie» et «Méthodes d’enquête ethnologique sur la conceptualisation et la classification des objets et phénomènes naturels» à la Maison des Sciences de l’Homme de Paris.
- 1973 : présidence de la réunion du groupe d’experts sur les «écosystèmes insulaires», dans le cadre du programme «l’Homme et la Biosphère» de l’UNESCO.
- 1975 : présidence de la session d’Ethnobotanique du XIIe Congrès international de Botanique, Leningrad, URSS.
- 1981 : vice-présidence du XIIIe congrès international de botanique, Sydney, Australie.
- 1992 : organisateur et commissaire scientifique de l’exposition Légumes et Fruits : du Jardin du Roy au Jardin des Plantes, au Muséum national d'histoire naturelle.
- 1995 : conseiller technique et scientifique de la reconstitution d’un « clos à pêches » à Bagnolet, Seine-Saint-Denis, avec remise en culture des cultivars anciens